# Three of a Perfect Pair
Three of a Perfect Pair er et album af gruppen King Crimson, udgivet i 1984. Albummet var tydeligt opdelt i to forskelligartede sider: første side var med mere tilgængelige numre, anden side med den mere eksperimenterede King Crimson-musik. Det blev opfattet som en hensyntagen til de fans, der bedst kunne lide King Crimsons ikke-eksperimenterende musik, så man kunne lytte til de lyttervenlige numre på den ene side og så springe den anden side over i stedet for at være nødt til at hoppe rundt på albummet for at undgå de eksperimenterende numre.